# 天蓋
天蓋（てんがい）は、主に以下の意味を持つ。 「白海（びゃっかい）」「玉蓋（たまがい）」とも呼ばれる。
1. 仏像や住職が座っている上に翳される笠状の仏具。
2. 虚無僧がかぶる、藺草（いぐさ）等で編んだ深編み笠。
3. 貴人（聖人）の寝台、玉座、祭壇、司祭座などの上方に設ける覆い。
4. 古代の宇宙観や天文学において「天」を指す語。

建築物の庇（ひさし）など、天蓋と呼ばれることのあるものについてはキャノピーを、キリスト教のバルダッキーノやユダヤ教のフッパーについては当該項目を参照。

## 概要

### 仏具
元々はインドで、強い日差しを避けるために用いられた日傘だった。王侯貴族が用いる日傘は特に豪華に作られ、常に従者がこれを差し掛けて従ったものであり、また天蓋は権威の象徴の一種でもあった。これが仏教に導入され、帝釈天が常に天蓋を差し掛けて釈迦に従ったという伝説が形作られた。｢観仏三昧海経｣には、仏の三十二相の一つである白豪相が放った光明が天蓋と化したと説かれている。後には釈迦の姿から作られた仏像に用いる、天井から吊るす装飾具となった。
尊い者を守る蓋であると同時に、「仏の徳が自ずから外に現れ出た徳そのものである」とも言われる。よって天蓋は尊く素晴らしい徳を意味し、貴人、貴尊の象徴であるため、天蓋が豪華で美しい程その下に居る仏は徳が深く、偉大であることを表す。そしてこの蓋は、蓋を見た者自身が徳を積み、自然と天蓋を差し掛けてもらえるような人物になって欲しいという願いも込められている。
これらの蓋の形状は、長方形・六角形・八角形・円形等である。材質は金属、木が主に使われるようになり、彫刻や装飾が施されるようになった。尚、儀式等において僧侶に差しかけられる番傘も天蓋である。

### 笠
虚無僧も江戸の初期までは普通の編み笠をかぶり、白衣を着ていたが、普化宗の「出家した以上は親兄弟に行き会っても挨拶せず、世俗の時の名を言わず」という掟を守るため深い筒型の天蓋をかぶるようになり、さらに「だれの前でも天蓋を取らず」と定められた。現在は虚無僧笠を編む職人も極僅かとなったため、貴重な芸術品になっている。時間が経つに連れ、い草の青色から飴色に変わる。

### 天
「天は蓋（ふた）のように世界（地上）を覆っている」とするのが天蓋説である。世界の法則や秩序と密接に繋がっている。卵殻形の天が地球（卵黄に相当）を覆っているとする渾天（こんてん）説も存在するが、両者に厳密な区分は無く、文献によっては混同が見られる。蓋天説も参照のこと。
尚、古代メソポタミア地方のカルデア人には、世界に釣鐘形の蓋が被せられているという思想もあった。